# Park Miejski przy ul. Leczniczej w Łodzi
Park Miejski przy ulicy Leczniczej – obszar zieleni miejskiej położony w Łodzi w dzielnicy Górna pomiędzy ulicami Leczniczą i Podmiejską, Kasową, Łukasińskiego a Słowackiego.

## Opis

Park przy ul. Leczniczej (schemat położeniowy)

Utworzony w 1947 roku według projektu inż. K. Marcinkowskiego park jest pierwszym powstałym w Łodzi po wojnie. Park o powierzchni ok. 2 hektarów jest oświetlony, ale nieogrodzony.
W bezpośrednim sąsiedztwie parku znajduje się zabytkowy gmach Przychodni Miejskiej przy ulicy Leczniczej.
Od ulicy Podmiejskiej, od której jest właściwe wejście do parku – biegnie szeroka, główna aleja z parterami kwiatowymi pośrodku. Po bokach aleja jest obsadzona wiśniami japońskimi. Aleja kończy się półokrągłą pergolą, jedyną w parkach łódzkich obsadzoną winem pachnącym. Pergola to centralna część parku. Pod rusztowaniem pergoli rozstawione są ławki. W 1999 roku dokonano remontu pergoli. Zastąpiono również zamierające topole włoskie dębami piramidalnymi.
W zachodniej części parku znajduje się powstały w 1998 roku plac zabaw dla dzieci otoczony grabowym żywopłotem. Dzięki ulicy Słowackiego, odchodzącej od ulicy Podmiejskiej istnieje przejście (102 m) do dużo większego Parku im. Jarosława Dąbrowskiego. Park stanowi miejsce zabaw dla dzieci, spotkań dla ludzi starszych i odpoczynku.

## Przyroda
Posiada on bogatą szatę roślinną. Występują tu między innymi:
- wiśnia japońska, drzewa rosną po prawej stronie przy wejściu do parku od ul. Podmiejskiej, początek okresu kwitnienia przypada na koniec kwietnia,
- kasztan jadalny,
- parczelina trójlistkowa,
- orzech szary,
- grusza wierzbolistna,
- skrzydłorzech kaukaski,
- miłorząb dwuklapowy, jedno drzewo,
- leszczyna turecka,
- lipa szerokolistna[3].

## W pobliżu
- Parki
  - Park im. Jarosława Dąbrowskiego
  - Park im. Legionów
- Fabryka Aleksandra Schichta w Łodzi - ul. Łukasińskiego 4 (obecnie osiedle Arboretrum)
- Kościół pw. Matki Boskiej Anielskiej
- Czerwony rynek
- zajezdnia tramwajowa Dąbrowskiego
- Plac Niepodległości

## Dojazd
Do skrzyżowania ulic Rzgowskiej i Leczniczej;
- tramwajem nr 5. 6, 16 i 16A,
- autobusem nr 72.